# Rara tech
Le rara tech est un sous-genre musical fusionnant le genre afro-haïtien rara avec la musique house,,,,,,. En Haïti, l'electronic dance music (EDM) de style haïtien est souvent appelée HEDM (haitian electronic dance music). Le producteur de musique et DJ haïtien Gardy Girault est crédité pour avoir inventé ce terme. Les artistes du genre incluent notamment Manito Nation et Kabysh.